# Bhilwara (distrikt)
Bhilwara är ett distrikt i den indiska delstaten Rajasthan. Den administrativa huvudorten är staden Bhilwara. Distriktets befolkningen uppgick till 2 013 789 invånare vid folkräkningen 2001, på en yta av 10 455 km².

## Administrativ indelning
Distriktet är indelat i tolv tehsil, en kommunliknande administrativ enhet:
- Asind
- Banera
- Beejoliya
- Bhilwara
- Hurda
- Jahazpur
- Kotri
- Mandal
- Mandalgarh
- Raipur
- Sahara
- Shahpura

## Urbanisering
Distriktets urbaniseringsgrad uppgick till 20,60 % vid folkräkningen 2001. Den största staden är huvudorten Bhilwara. Ytterligare sju samhällen har urban status:
- Asind, Beejoliya Kalan, Gangapur, Gulabpura, Jahazpur, Mandalgarh, Shahpura